# Thomas Hardy
Thomas Hardy (Stinsford, 2. lipnja 1840. – Dorchester, 11. siječnja 1928.) engleski književnik.

## Životopis
Nakon studija u Londonu neko je vrijeme radio kao arhitekt, a od 1880. godine posvećuje se književnosti. Zaokupljen je problemima sudbine i slučaja u čovjekovu životu, a svu pažnju posvećuje ženi kao zagonetnom, nepredvidljivom utjelovljenju temeljnog načela prirode. Njegova djela, pisana u znaku pesimizma, zastupaju tragično-fatalistički nazor. Zbog slobodoumnog stava prema ljubavi, braku i društvenim odnosima često je dolazio u sukob sa suvremenom kritikom i društvenim konvencijama.

## Djela
- "Par modrih očiju" (A Pair of Blue Eyes, 1873.)
- "Povratak u zavičaj", (The Return of the Native, 1878.)
- "Priče iz Wessexa" (Wessex Tales, 1888.) zbirka kratkih priča
- Tessa iz obitelji d'Uberville (Tess of the d'Urbervilles, 1891.)
- "Neznani Juda" (Jude the Obscure, 1895.)